# Finally (canção)
"Finally" é uma canção da cantora pop/R&B Fergie em seu primeiro álbum de estúdio solo,  The Dutchess (2006). A canção foi lançada como sendo o sexto single do álbum em Fevereiro de 2008, conforme anunciado por Ryan Seacrest no Dick Clark's New Year's Rockin' Eve 2008. Possui participação do pianista John Legend.

## Lançamento
"Finally" será direncionada principalmente à audiência de R&B adulto contemporâneo e pop, assim como o single anterior, "Big Girls Don't Cry" foi. De acordo com o Herald Sun 'Hit', "Finally" não será lançada na Austrália nem no Brasil (os dois maiores mercados musicais do hemisfério sul), a não ser que seja possível lançá-la como sétimo single, devido ao fato de "Here I Come" estar sendo lançada lá como single.

## Divulgação
Fergie performou a canção no 50th Grammy Awards ao lado de John Legend, confirmando que ele é o pianista que faz participação na canção e que "Finally" é mesmo o sexto single do álbum.

## Formato e Faixas
iTunes Store America - Finally (Radio Version) (featuring John Legend) – Single
1"Finally" (Radio Version) (featuring John Legend) – 3:45

## Desempenho nas paradas
| Top (2008)                                 | Melhor posição |
| ------------------------------------------ | -------------- |
| Canadá - Hot 100                           | 61             |
| Estados Unidos - Billboard Hot 100         | 101            |
| Estados Unidos - Billboard Pop 100         | 67             |
| Estados Unidos - Billboard Pop 100 Airplay | 48             |